# Sandong-eup
Sandong-eup (koreanska: 산동읍) är en köping i kommunen Gumi i provinsen Norra Gyeongsang i den centrala delen av Sydkorea, 200 km sydost om huvudstaden Seoul.
Sandong-eup fick status som köping 1 januari 2021. Dessförinnan var det en socken med namnet Sandong-myeon (산동면).